# OFFSpring
|  | Ikke at forveksle med punk-rockbandet The Offspring eller deres debutalbum af samme navn. |
OFFSpring er en dansk festival for spillefilm, der finder sted i Odense. Festivalen blev afviklet for første gang 3.-12. april 2025.
Festivalen er Danmarks eneste festival for spillefilm, efter at CPH PIX lukkede i 2022.

## Baggrund
Festivalen udspringer af den ældre OFF - Odense International Film Festival, der er en årlig odenseansk festival for kortfilm, der har fundet sted siden 1975. Heraf kommer navnet OFFSpring, der på engelsk blandt andet betyder "afkom" eller "efterkommer", samtidig med at OFF i begge navne står for "Odense Film Festival".
Odense Kommune støtter OFFSpring med to millioner kr. årligt de første tre år, mens resten af finansieringen sker gennem fondsstøtte.

## Indhold
Festivalen består af en række visninger af både nationale og internationale film, og derudover diskussionsarrangementer og andre aktiviteter, også nogle, hvor publikum bliver inddraget. I overensstemmelse med moderfestivalens ånd fokuserer den på nye filmskabere, specielt debuterende instruktørers første og anden film. De danske instruktørtalenter deltager desuden i en konkurrence om en statuette og 50.000 kr.

## Program i 2025
I programmet for 2025 optrådte film, der havde fået premiere indenfor den seneste tid som Madame Ida, Kontra, Min evige sommer og Hele vejen. Derudover præsenteredes film, som fik deres premiere på festivalen, inden de senere skulle vises i landets almindelige biografer. Det gjaldt Mathias Broes queer-kærlighedshistorie Sauna og Jeppe Røndes drama Kærlighedens gerninger om forholdet mellem brødre, Jesper Quistgaards film Sønnike om en mand, der pludselig får ansvaret for sin langt yngre lillebror, og Mads Erichsens Better Day om et band i opløsning. Better Day var festivalens åbningsfilm. I den internationale afdeling var der film fra Indien, Italien, Georgien, Frankrig og Canada. Blandt festivalens øvrige arrangementer stod Erik Balling-eksperten Christian Monggaard for en introduktion til Olsen-banden på sporet, der blev vist på Danmarks Jernbanemuseum, og Ole Bornedal fortalte om sin berømte debutfilm Nattevagten fra 1994.